# قسم سردشت الريفي (مقاطعة بشاكرد)
قسم سردشت الريفي (بالفارسية: دهستان سردشت) هي منطقة ريفية تقع في إيران في قسم. يقدر عدد سكانها بـ 1,244 نسمة .